# Bakbanaan

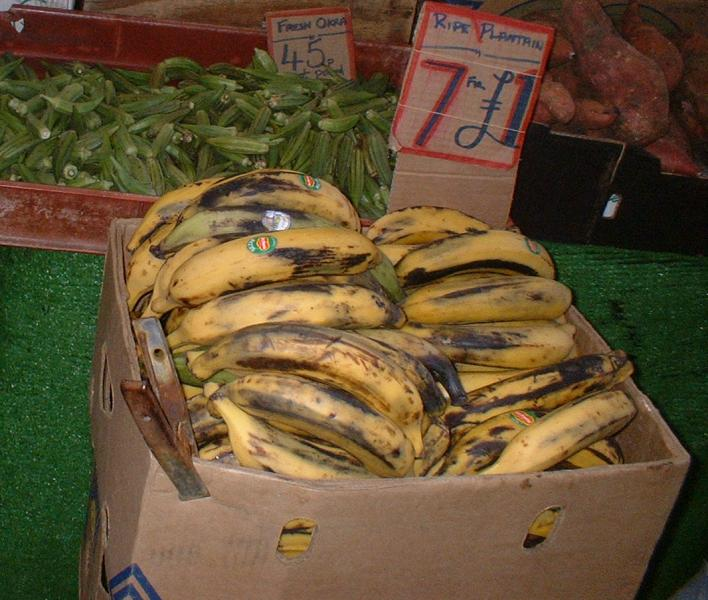
Rijpe bakbananen

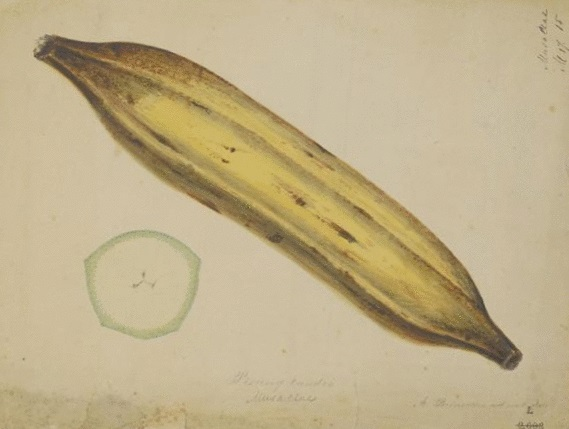
Pisang tandok, bakbanaan door Bernecker, 19e eeuw

De bakbanaan, plantain of kookbanaan (in Suriname bekend als banaan zonder meer) is een vrucht van planten uit het geslacht Musa en wordt gebakken of gekookt gegeten. Door het hoge zetmeelgehalte is de onrijpe, rauwe vrucht moeilijk verteerbaar.
De bakbanaan is 30 tot 40 cm lang en heeft een harde schil. De kleur van de bakbanaan is groen, geel of roodachtig. In tropische landen is de bakbanaan een belangrijk onderdeel van de maaltijd, vergelijkbaar met de aardappels in Nederland. Bakbananen worden hoofdzakelijk uit Zuid-Amerikaanse landen geëxporteerd.

## Bereiding
Bakbanaan is het best te gebruiken als de schil helemaal zwart is geworden. Deze is dan makkelijk te verwijderen.
De schil van de bakbanaan wordt over de bolle kant ingesneden, waarna de schil eraf te halen is. Ook onrijpe bakbananen zijn te gebruiken. De kook- of baktijd ligt tussen de 15 en 20 minuten voor een onrijpe bakbanaan, korter voor een rijpe (met zwarte schil).
Van onrijpe bakbananen worden ook bananenchips gemaakt.